# 신푸역 (야마나시현)
신푸역(일본어: 新府駅, しんぷえき)은 일본 야마나시현 니라사키시에 있는 동일본 여객철도 주오 본선의 역이다.
이 역은 무인역이며 역 건물은 없다.

## 타는 곳
| 하행선 | ■주오 본선 | 고부치자와・가미스와・마쓰모토 방면 |
| 상행선 | ■주오 본선 | 고후・오쓰키・하치오지・신주쿠 방면 |

## 인접역
| 동일본 여객철도 주오 본선 | 동일본 여객철도 주오 본선 | 동일본 여객철도 주오 본선 |
| ------------------------- | ------------------------- | ------------------------- |
| 니라사키 다치카와 방면    | ■ 주오 본선 보통          | 아나야마 마쓰모토 방면    |